# Deutscher Harmonika-Verband

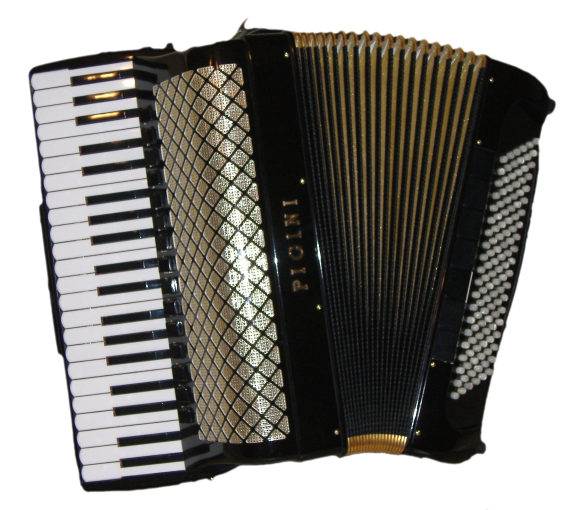
Ein Tasten-Akkordeon

Der Deutsche Harmonika-Verband e.V. ist der Dachverband der deutschen Harmonika-Vereine. Der Verband wurde am 28. März 1931 gegründet und hat seinen Sitz in Trossingen.
Er sieht seine Aufgaben in der Pflege, Förderung und Verbreitung von Harmonika-Musik. Nach eigenen Angaben sind 1176 Vereine mit etwa 120.000 Einzelpersonen Mitglied der Organisation. Damit ist der DHV der zweitgrößte, instrumentale Laienmusikverband in Deutschland.
In den Vereinen befinden sich insgesamt 767 Hauptorchester, 652 Jugendorchester und 137 sonstige Orchester.
Präsident des Verbands ist seit 2013 MdL Jochen Haußmann. 1. Vizepräsident ist Georg Hettmann. Der Verein ist beim Amtsgericht in Spaichingen ins Vereinsregister eingetragen.

## Struktur
Der Verband hat sowohl institutionelle Mitglieder in Form von Vereinen, Ensembles und Musikschulen als auch Einzelmitglieder (natürliche Personen). Er gliedert sich in 16 Landesverbände, die zum Teil ihrerseits als e.V. ins Vereinsregister am jeweiligen Sitz eingetragen sind. Je nach Größe wurden die Landesverbände weiter in Bezirks- und Kreisverbände unterteilt.
Mit Abstand der größte Landesverband existiert mit ca. 620 Mitgliedsorganisationen in Baden-Württemberg. Dort gibt es neben 15 Verbandsbezirken, die teilweise als eigenständige e.V. geführt werden, mit der DHV-Akkordeonjugend Baden-Württemberg auch einen eigenständigen, nach Jugendbildungs- und Jugendhilfegesetz anerkannten Landesjugendverband. Deren Vorsitzender (Stand November 2021: Peter Huber) ist gleichzeitig Mitglied des DHV-Landesvorstandes.

### Präsidenten
| Amtszeit             |                     |
| -------------------- | ------------------- |
| 1988–2007            | Ernst Pfister       |
| 6. Oktober 2007–2013 | Franz-Josef Jaumann |
| 2009–2013            | Fritz Dobler        |
| 2013–heute           | Jochen Haußmann     |

## Tätigkeiten
Der Verband vertritt die Interessen der Akkordeonorchester und -Vereine auf allen politischen und gesellschaftlichen Ebenen und unterstützt seine Mitglieder bei der Bewältigung ihrer fachlichen und überfachlichen Aufgaben.
Der Verband führt regelmäßig Wettbewerbe auf Bezirks-, Landes- und Bundesebene sowie in Kooperation mit Harmonika-Verbänden anderer Länder auf internationaler Ebene durch. Beispiele für solche Veranstaltungen sind der jährlich von der DHV-Akkordeonjugend Baden-Württemberg durchgeführte Landesmusiktag, der Deutsche Akkordeon-Musikpreis sowie seit 1970 alle 3 Jahre das internationale World Music Festival in Innsbruck.
Vom DHV wird eine Reihe von Auswahlorchestern organisiert und gefördert, u. a. das Akkordeon-Landesjugendorchester Baden-Württemberg (auch bekannt unter dem Kürzel „ALJO“) und die hessische Landes-Akkordeon-Bigband „A-Train“.
Weitere Tätigkeitsschwerpunkte des Verbandes liegen in der musikalischen (z. B. B-, C-, D- und G-Lehrgänge, Musik-Mentoren) und überfachlichen (z. B. Vereinsmanagement, Jugendleiterausbildung) Fortbildungsangeboten für die Aktiven aus den Harmonikavereinen, Beteiligung an musikalischen Großveranstaltungen wie „Euro-Musique“ oder „Klingende Mainau“, Förderung angehender professioneller Akkordeonisten und Kompositionsaufträgen.
Für verdiente aktive Spieler, Dirigenten, Jugendleiter und herausragende Persönlichkeiten im organisatorischen Bereich der Vereine bietet der Verband verschiedene Ehrungen und Auszeichnungen an. Außerdem ist der DHV Herausgeber der regelmäßig erscheinenden Verbandszeitschrift „Harmonika International“.